# Colossendeis cucurbita
Colossendeis cucurbita is een zeespin uit de familie Colossendeidae. De soort behoort tot het geslacht Colossendeis. Colossendeis cucurbita werd in 1909 voor het eerst wetenschappelijk beschreven door Cole. 